# Olterra
L'Olterra fu una nave da carico utilizzata durante la seconda guerra mondiale dalla Regia Marina in alcune operazioni contro la base navale britannica di Gibilterra. La nave, inizialmente utilizzata per il traffico commerciale tra la Spagna e il Regno d'Italia, con l'entrata in guerra di quest'ultima fu autoaffondata nei pressi del porto spagnolo di Algeciras per non farla cadere in mano agli Alleati, successivamente però, con il tacito assenso delle autorità spagnole divenne una base segreta al cui interno vennero ospitati alcuni siluri a lenta corsa diretti ad attaccare le navi attraccate a Gibilterra.

## Storia
L'Olterra era una pirocisterna di 4.995 t., costruita nel 1913 a Newcastle nel Regno Unito , per la Deutsche-Americanische Petroleum Ges. di Amburgo, filiale tedesca della Standard  Oil  Co.; inizialmente era denominata Osage. Nel 1914, per evitare che la nave venisse bloccata a causa della guerra in qualche porto degli Stati Uniti, fu trasferita alla Standard Oil Co. di New York e ribattezzata Baton Rouge. Nel 1925 passò nuovamente di mano e venne acquistata dall'inglese European Shipping Co. Ldt di Londra e rinominata Olterra. Nel 1927 passò alla British Oil Shipping Co.Ldt, infine nel 1930 divenne di proprietà dell'armatore  Andrea Zanchi di Genova che la utilizzò sulla rotta tra Italia e Spagna.
Il 10 giugno 1940 mentre era ormeggiata nella baia di Algeciras l'equipaggio fu informato che l'Italia era entrata in guerra perciò il comandante Domenico Amoretti decise di autoaffondarla nei pressi del porto per non fornire, in caso di cattura, un mezzo efficiente al nemico. Nel novembre del 1940 fu recuperata e ormeggiata alla diga del porto di Algeciras. 

### Base segreta
Dietro suggerimento di Antonio Ramognino, un tecnico della Piaggio incorporato nella 10ª Flottiglia MAS, nella primavera del 1942 fu deciso  di rimetterla in sesto per riutilizzarla come base segreta, vista la posizione strategica vicino a Gibilterra così da prendere di sorpresa le navi britanniche situate nella base navale. Fu deciso che la 10ª Flottiglia MAS la riutilizzasse come base per gli attacchi alle navi nella rada e nel porto di Gibilterra, in quanto il trasporto con il sommergibile come mezzo avvicinatore era diventato troppo rischioso, a causa dell'aumentata sorveglianza della Royal Navy dopo le precedenti missioni dello Scirè. Nel maggio del 1942 iniziò l'operazione che doveva trasformare l'Olterra in una base segreta. L'armatore si rese disponibile e contattò le autorità spagnole esprimendo la sua intenzione di riparare la nave per rivenderla. I lavori però sarebbero stati effettuati dall'equipaggio stesso per mantenere segrete le modifiche che sarebbero state apportate alla nave. Con una lettera datata 8 giugno 1942, l'armatore comunicava al comandante Amoretti l'arrivo a bordo dell'ingegner Ramognino incaricato della direzione dei lavori. In un'altra lettera del 19 giugno 1942, veniva comunicato al comandante l'imbarco del capitano Lino Valeri in qualità di primo ufficiale, quest'ultimo altri non era che il tenente di vascello Licio  Visentini che sotto falso nome veniva imbarcato sulla nave e diventava di fatto il comandante della stessa. Anche tutti gli altri membri dell'equipaggio vennero sostituiti da operai specializzati e marò. I primi componenti della nave vengono fatti arrivare in Spagna a Cadice, dove era presente la cisterna italiana Fulgor e poi da lì al piroscafo. Per il riutilizzo della nave si effettuarono diverse modifiche non solo per fare in modo che galleggiasse di nuovo ma anche per costruire degli scomparti in cui immagazzinare e preparare per la missione i siluri pilotati. In questi venivano tenuti normalmente 3 siluri Siluro a lenta corsa (SLC), soprannominati "maiali". Questo tipo di basi, dalle quali nuotatori e subacquei uscivano per attaccare le navi in rada, permisero a vari gruppi una serie di operazioni coronate da successo.
Così a partire dal luglio 1942 a Gibilterra le operazioni partivano quindi sia dal piroscafo Olterra, sia dall'osservatorio Villa Carmela, basi segrete della 10ª Flottiglia MAS in territorio spagnolo, neutrale. All'organizzazione delle due basi partecipava anche il SIM, con personale delle tre forze armate; tra questi il maggiore Ranieri di Campello. Per gli Inglesi fu un vero shock: infatti,
"non si aspettavano assolutamente che una delle loro basi più difese e controllate potesse essere teatro di atti di sabotaggio. Tra l'altro, l'intelligence brancolava nel buio, non avendo alcuna idea né sui responsabili né sul luogo da cui partivano".
Con l'armistizio dell'8 settembre 1943 cessarono tutte le operazioni dall'Olterra che venne trasferita a Gibilterra.

### Dopoguerra
La nave rimase a Gibilterra per tre anni. Dopo il 1945 fu restituita al suo armatore e nel giugno del 1946 le autorità inglesi consentirono sommarie riparazioni per permettere il suo rimorchio a Genova. Questa complessa operazione fu effettuata dal 23 luglio al 10 agosto 1946 dalla nave Cervino, anch'essa dell'armatore Zanchi, che stava rientrando dall'Argentina, comandata dal Cap. Giovanni Tanlongo.
Fu demolita a Vado Ligure nei primi mesi di 1961. Del piroscafo ci è pervenuta solo una lamiera di poppa con il nome della nave che si trova al Museo Tecnico Navale di La Spezia. 

## Cronologia delle missioni effettuate dall'Olterra

Una foto d'epoca del SLC in navigazione subacquea

Alcune delle più importanti missioni del piroscafo:
- 11 luglio 1942: nella notte alcuni sommozzatori partirono dal piroscafo verso la spiaggia spagnola per armarsi e ricevere gli obbiettivi navali da colpire. Dalla spiaggia partirono con gli ordigni; la missione ebbe successo ma alcuni dei sommozzatori e degli ufficiali vennero scoperti e catturati (saranno rilasciati un paio di mesi dopo)[6]; nell'occasione vennero danneggiati 5 piroscafi;
- 13-14 luglio 1942: vennero affondati 4 piroscafi per un totale di 10000 t[senza fonte];
- 5 dicembre 1942[7]: partirono dei sommozzatori dal piroscafo per affondare le navi inglesi (presso porto di Gibilterra): Nelson,  Formidable e la Furious; la missione fallì poiché i sommozzatori vennero scoperti. la successiva reazione nemica causò la morte di 3 militari italiani;
- 8 maggio 1943: altro attacco a navi alleate presso il porto di Gibilterra: la Pat Harrison, la Mashud e la Camerata, tutte affondate; (operazione BG6)
- 3 agosto 1943: attacco alla nave Harrison Grey Otis, affondata dall'unità SLC (Siluro a Lenta Corsa, detto anche "maiale") dell'equipaggio Ernesto Notari e Andrea Gianoli. Il "maiale" di Notari e Gianoli per problemi meccanici si inabissa fino a 34 metri di profondità. Notari dopo attimi di stordimento riesce a rimettere in funzione il "maiale" e, credendo morto Gianoli, riesce a rientrare alla base. Andrea Gianoli a sua volta aveva perso di vista il Notari e per due ore rimane in acqua sperando così di facilitare una eventuale sua fuga. Quindi chiese aiuto all'equipaggio della nave, che lo catturò. Caricato sulla nave, mentre era guardato a vista da un soldato inglese, la mina scoppiò arrecando grandi danni alla Harrison Grey Otis. Fortunatamente si trovava nella parte opposta della nave. Fu catturato e portato in campo di prigionia in Inghilterra, dove rimase fino al 1947, tentando per ben tre volte la fuga.
- 24 agosto 1943: attacco a navi alleate sempre in Gibilterra; navi affondate: petroliera Thorshøvdi, piroscafo Stanridge, piroscafo Harrison Gray Otis[8].

## Piano di attacco

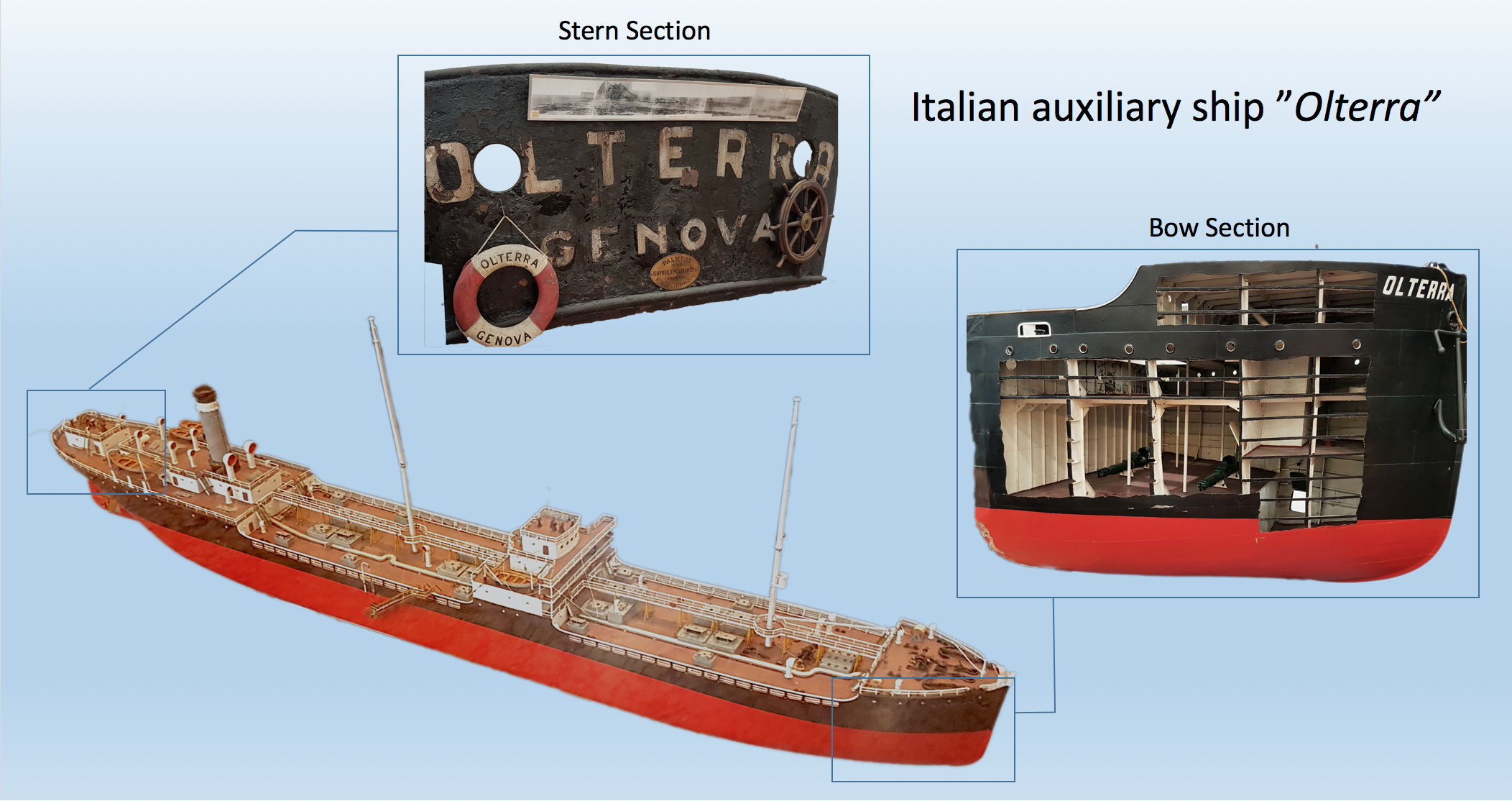
Vista della Olterra dopo aver subito le modifiche necessarie a diventare una base per i SLC (fotomontaggio)

L'equipaggio era costituito di due o tre ufficiali superiori che predisponevano gli obiettivi da colpire e venivano utilizzati nella missione da 6 a più palombari: gli "assaltatori" o "incursori" e infine da tecnici col compito di riassemblare le parti dei siluri arrivati dall'Italia de-assemblati per superare i controlli spagnoli e successivamente immessi in una camera allagabile.
Tutti questi operatori componevano la Squadriglia dell'Orsa Maggiore. La nave stava ormeggiata nella baia di Algeciras. Esistevano due modi di attaccare le navi nemiche inglesi; primo: i subacquei partivano da Villa Carmela due per volta a intervalli regolari trasportando sott'acqua mine magnetiche, soprannominate mignatte, arrivati all'obiettivo attaccavano l'ordigno alla nave, la maggior parte delle volte allo scafo, da qui si allontanavano e ritornavano a terra e aspettavano che la mina deflagrasse; il secondo metodo prevedeva l'utilizzo dei siluri SLC che venivano modificati per utilizzarli come moto subacquee. Gli inglesi d'altra parte non capivano da dove partissero questi sommozzatori, ma una volta scoperto lo schema operativo, loro stessi riutilizzarono lo stesso schema, che garantiva una grande furtività, in altri teatri di guerra.
Le azioni degli incursori italiani ispirarono nel 1982 gli argentini che, durante la guerra delle Falkland, progettarono l'operazione Algeciras.

## Filmografia
A questo tipo di missioni con basi segrete e con l'azione dei sommozzatori per abbattere le navi nemiche sono dedicati vari lungometraggi; uno di questi è I sette dell'Orsa Maggiore, uscito nel 1953.